# Голуб каліфорнійський
Го́луб каліфорнійський (Patagioenas fasciata) — вид голубоподібних птахів родини голубових (Columbidae). Мешкає в горах Америки.

## Опис

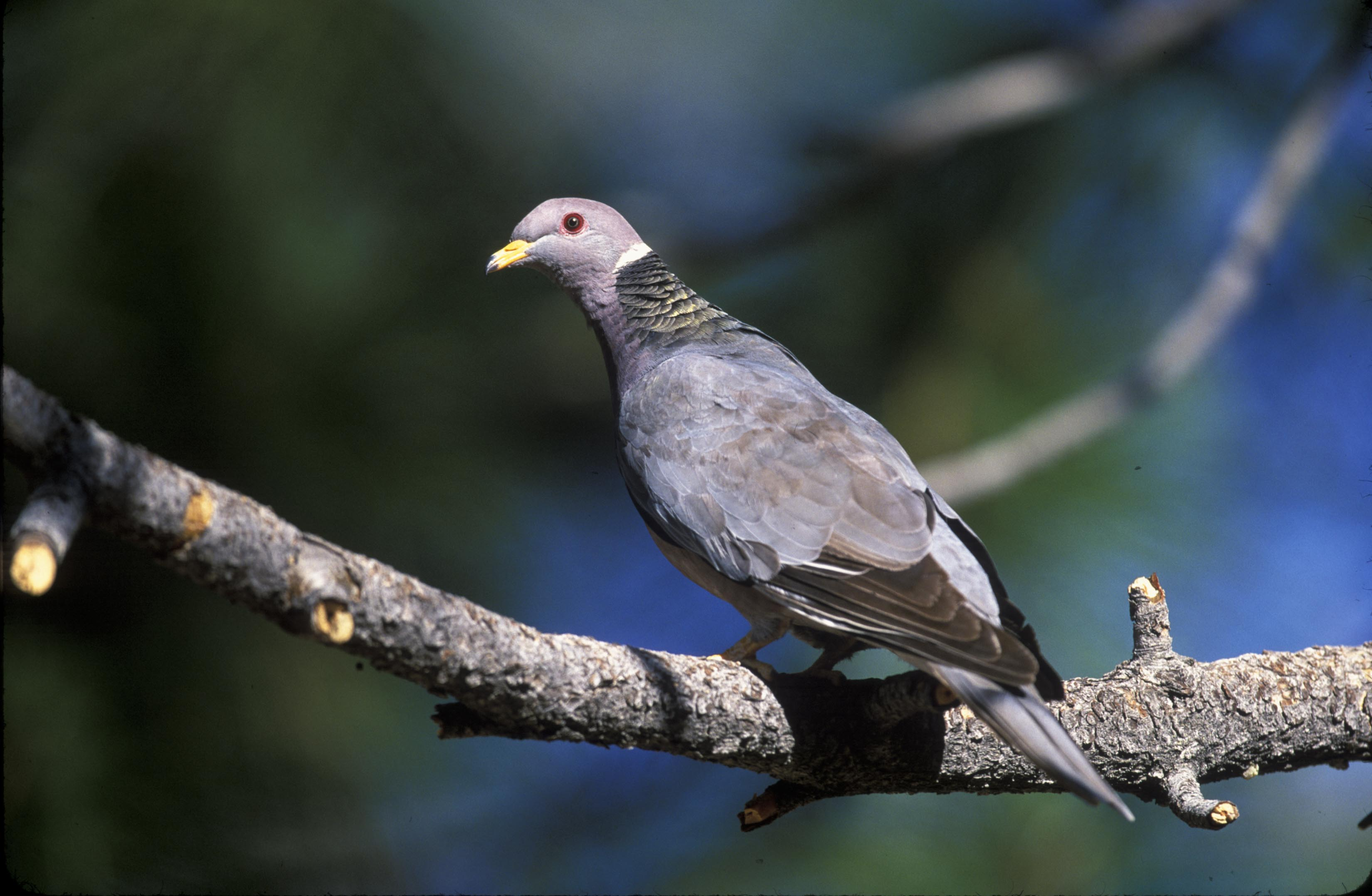
Каліфорнійський голуб

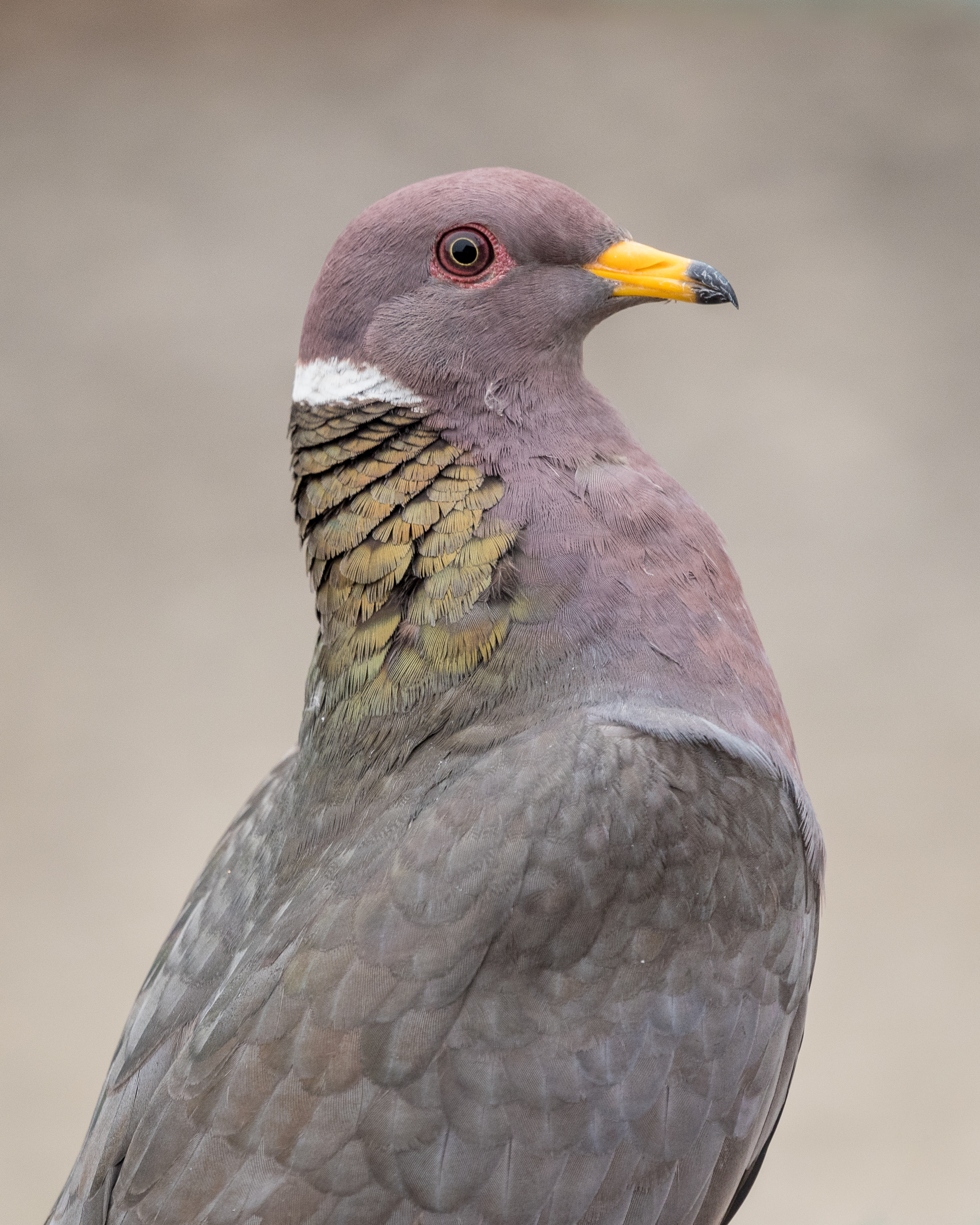
Каліфорнійський голуб (Ель-Собранте, штат Каліфорнія, США)

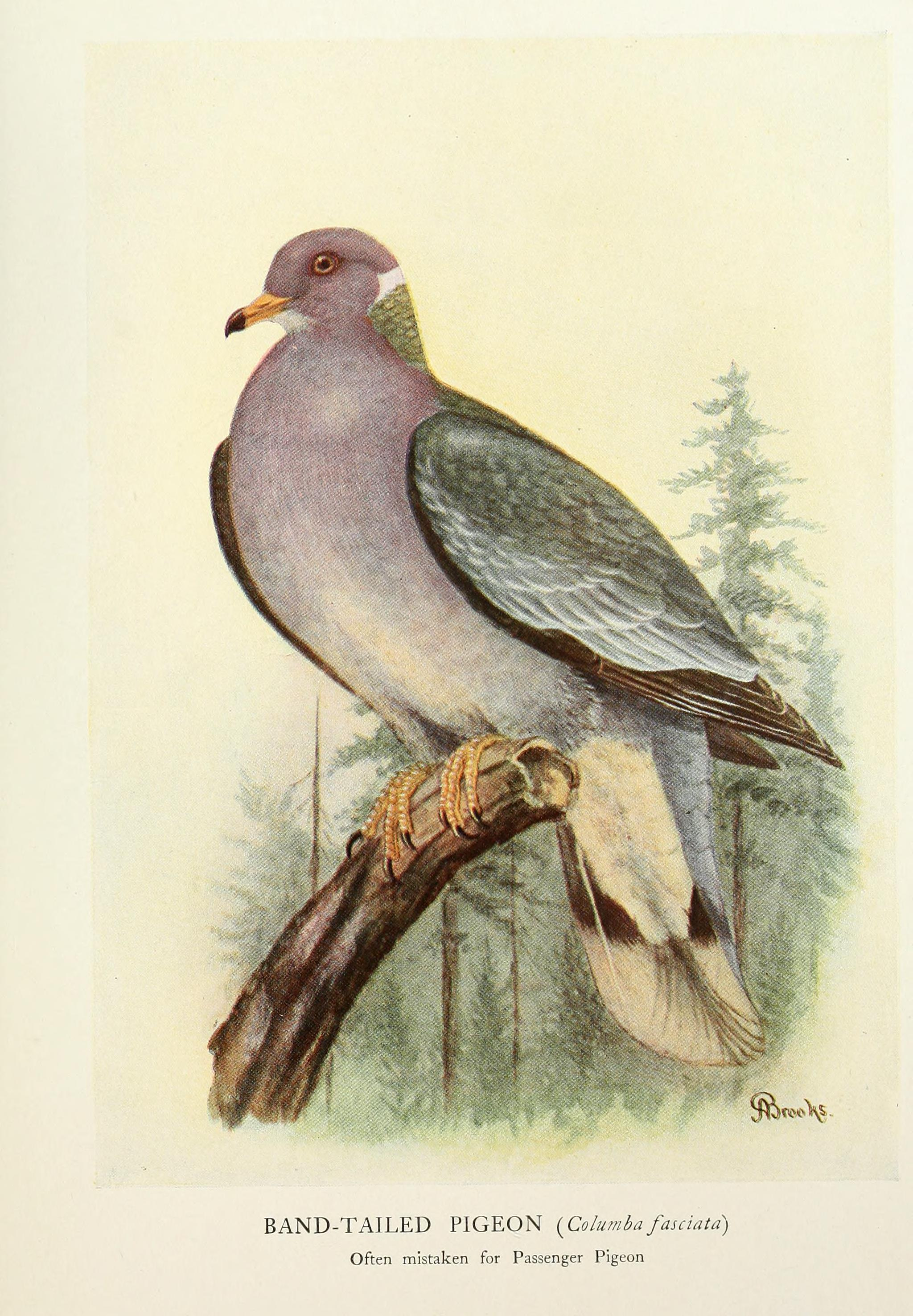
Каліфорнійський голуб

Каліфорнійські голуби є найбільшими голубами Північної Америки, їх середня довжина становить 33-40 см, розмах крил 66 см, вага 225–515 г. За розмірами вони є подібними до сизих голубів, однак крила у каліфорнійських голубів є більш округлими, а хвіст довшим. Виду не притаманний статевий диморфізм. Забарвлення переважно сіре, верхня частина тіла є більш темною. Голова і нижня частина тіла мають легкий рожевуватий відтінок, особливо виражений у самців, живіт білуватий. На хвості є широка поперечна смуга, нижня сторона хвоста білувата. Задня частина шиї має легкий бронзовий відблиск. Очі темні, дзьоб жовтий, на кінці чорнуватий, лапи жовті. У молодих птахів покривні пера крил мають білі края, які формують лускоподібний візеруннок.
Представники південноамериканських підвидів вирізнаються темнішою нижньою частиною тіла, повністю жовтими дзьобами і зеленуватим, а не бронзовим відблиском на шиї. Представники підвиду P. f. crissalis займають проміжне положення.

## Підвиди
Виділяють шість підвидів:
- P. f. monilis (Vigors, 1839) — захід Британської Колумбії (зокрема, острів Ванкувер) і захід США;
- P. f. fasciata (Say, 1822) — від південного заходу США до Нікарагуа;
- P. f. vioscae (Brewster, 1888) — південь Каліфорнійського півострова;
- P. f. crissalis (Salvadori, 1893) — Коста-Рика і західна Панама;
- P. f. albilinea (Bonaparte, 1854) — Анди від Венесуели (Кордильєра-де-Мерида, Прибережний хребет) до Аргентини (на південь до Катамарки), гірський масив Сьєрра-Невада-де-Санта-Марта на півночі Колумбії, гори Сьєрра-де-Періха на кордоні Колумбії і Венесуели, острів Тринідад;
- P. f. roraimae (Chapman, 1929) — тепуї Гвіанського нагір'я на півдні Венесуели і в сусідніх районах Бразилії (зокрема, Рорайма і Дуїда[en]).

Деякі дослідники виділяють підвиди P. f. crissalis, P. f. albilinea і P. f. roraimae у окремий вид Patagioenas albilinea.

## Поширення і екологія
Каліфорнійські голуби мешкають в горах Канади, Сполучених Штатів Америки, Мексики, Гватемали, Гондурасу, Сальвадору, Нікарагуа, Коста-Рики, Панами, Колумбії, Еквадору, Перу, Болівії, Аргентини, Венесуели і Бразилії та на Тринідаді і Тобаго. Популяції Канади, штатів Вашингтон і Орегон, північної Каліфорнії і Колорадського плато взимку мігрують на південь, до південної Каліфорнії та інших штатів на південному заході США та на півночі Мексики, зокрема до пустелі Мохаве. Решта популяцій є переважно осілими. Каліфорнійські голуби живуть в гірських дубових і мішаних сосново-дубових лісах, у вологих гірських тропічних лісах та на полях. В Північній Америці вони зустрічаються переважно на висоті від 900 до 3600 м над рівнем моря, в Південній Америці на висоті від 500 до 3200 м над рівнем моря. Під час негніздового періоду вони утворюють великі зграї, які можуть нараховувати до 50 птахів.
Каліфорнійські голуби живляться переважно насінням, яке шукають на землі. В США в їх раціон входить насіння клену і сосни, ягоди та дрібні плоди, іноді також комахи. Особливо вони полюбляють жолуді. Початку сезону розмноження різниться в залежності від регіону. Гніздо являє собою просту платформу з гілочок. В кладці одне яйця. Інкубаційний період триває 18-19 днів, пташенята покидають гніздо через 4-5 тижнів після вилуплення.